# 阿贡当日
阿贡当日（法語：Hagondange，法語發音：[aɡɔ̃dɑ̃ʒ]），法国东北部城市，大东部大区摩泽尔省的一个市镇，隶属于梅斯区，其市镇面积为5.5平方公里，2022年1月1日时人口数量为9,300人，在法国市镇中排名第1,126位（2022年）。
阿贡当日位于摩泽尔省西北部，摩泽尔河左岸，是法国摩泽尔河谷工业带的组成部分，因其境内历史上的大型钢铁厂而闻名。

## 地名来源
根据当地官方网站的论述，“Hagondange”一名最初以“Angodange”的形式被记载，该名称的来源及含义均尚有待考证。
阿贡当日所处区域历史上曾通行洛林法兰克语，“Hagondange”在阿勒曼尼语维基百科条目（2025年1月版本）中对应的该语言拼写为“Hoendéngen”；此外1871至1918年以及第二次世界大战期间，阿贡当日被划入德意志帝国，当地官方名称被更名为“Hagendingen”。

## 历史
阿贡当日的早期历史尚不清楚。根据当地官方网站的论述，古典时期一条古罗马人修建的道路从阿贡当日附近通过。阿贡当日最初于公元1179年被记载。法国大革命后，阿贡当日成为摩泽尔省的一个市镇。1811至1847年间，塔朗日曾整体并入阿贡当日。工业革命期间，阿贡当日所处的摩泽尔河谷地区的煤炭和钢铁工业得到发展，途经此地的铁路线于1854年建成通车。普法战争结束后，阿贡当日及其所处的阿尔萨斯-洛林地区被划入德意志帝国，并被划入新设立的梅斯县。1911年，普鲁士工业家奥古斯特·蒂森在阿贡当日创建钢铁厂，并配套修建了六座炼钢炉，该厂一度被认为是“欧洲最现代化的工厂”（l’usine la plus moderne d’Europe）。工业的发展使得阿贡当日的人口数量快速增加。一战结束后，阿贡当日及阿尔萨斯-洛林地区根据《凡尔赛条约》重归法国。第二次世界大战期间，阿贡当日再次被纳粹德军占领，战后当地修建了博物馆。自二十世纪70年代以来，受到经济及能源危机的影响，阿贡当日的工业逐年衰退，当地的钢铁厂于1985年关闭。

## 地理

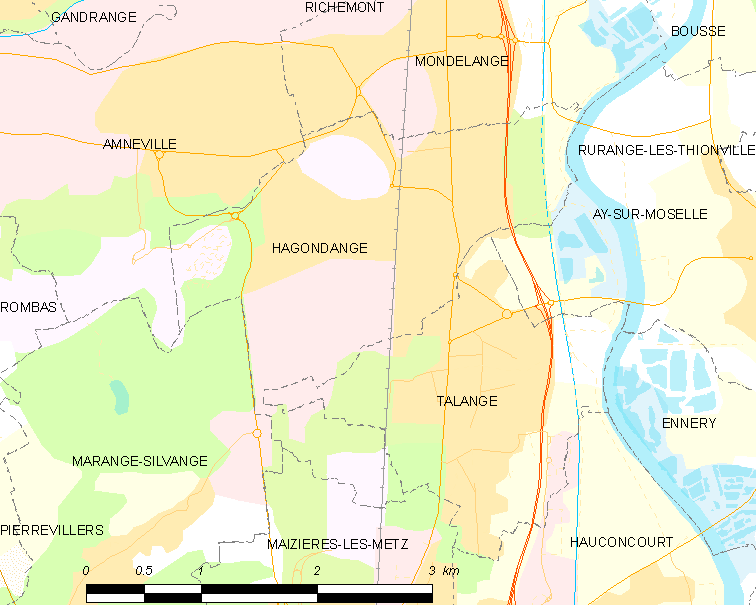
阿贡当日市镇范围地图

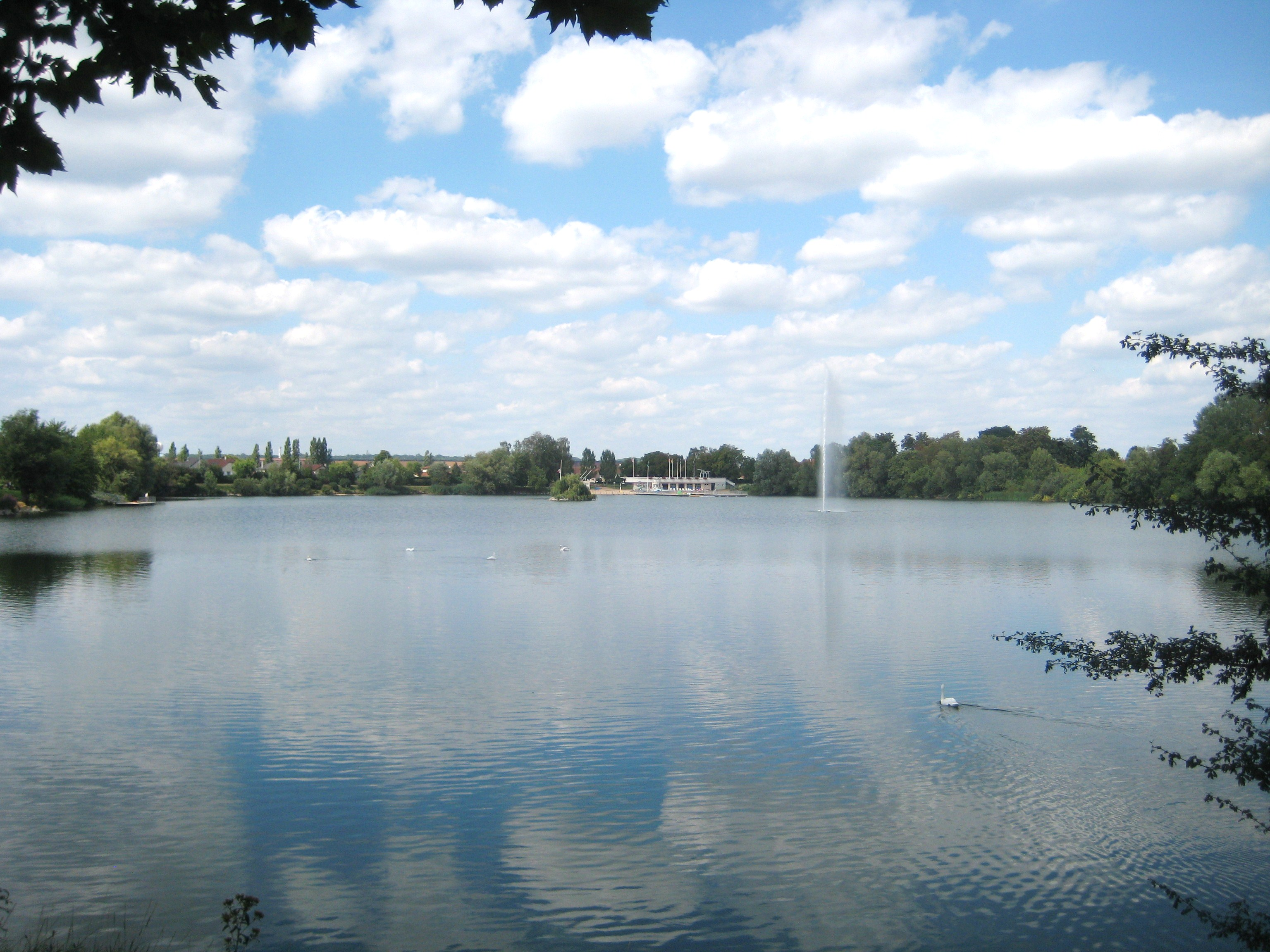
巴拉斯蒂耶尔塘

阿贡当日位于法国东北部，大东部大区东北部和摩泽尔省西北部，距离省会梅斯大约16公里。与阿贡当日接壤的市镇包括：阿姆内维尔、摩泽尔河畔艾、蒙德朗日、马朗日-锡尔旺日、迈济耶尔莱梅斯和塔朗日。

### 地形
阿贡当日位于法国摩泽尔河谷腹地，境内以平原和浅丘为主，市镇中心地势较为平坦，西侧略有起伏，全境海拔在154到209米之间。

### 水文
摩泽尔河干流自南向北流经阿贡当日市镇东界，人工开凿的摩泽尔铁矿运河从其左岸经过；此外镇中心还有采矿活动遗留形成的巴拉斯蒂耶尔塘（Étang de la Ballastière）。

### 植被
阿贡当日属于温带阔叶混交林区，林地多分布于河流附近及坡地地带，市区东部的市政公园（Parc Municipal）是当地主要的一块城市绿地，此外阿姆内维尔动物园的部分区域亦位于阿贡当日的市镇范围内。
在鲜花城市的评比中，阿贡当日被评为2星级鲜花城市。

### 自然灾害
阿贡当日的地震危险度等级为1级，属于极低危险；氡辐射等级为1级，属于低危险。1982至2025年1月间，阿贡当日境内共发生10次有记录的自然灾害，其中8次洪涝，1次干旱。

### 气候
阿贡当日在柯本气候分类法中属于带有一定大陆性气候特征的温带海洋性气候（Cfb）。

## 行政区划
阿贡当日的市镇编号为57283，邮政编号为57300。
在行政管理方面，阿贡当日隶属于法国大东部大区摩泽尔省梅斯区；在地方选举方面，阿贡当日隶属于摩泽尔勒锡永县，其市镇范围全境被划入摩泽尔省第一选区；在社会管理方面，阿贡当日是摩泽尔河岸市镇公共社区的组成部分。
截至2025年1月，阿贡当日市镇范围内暂无任何城市敏感街区及城市政策优先街区。
法国国家统计与经济研究所（简称“INSEE”）在进行数据统计时，将阿贡当日及相邻的另外41个市镇设为梅斯城市核心区，并将包括阿贡当日在内的周边共245个市镇划为梅斯城市辐射区。此外，INSEE还将阿贡当日市镇分为了4个“块区”（IRIS），以便于统计人口分布情况。

## 交通

### 公路
A31高速公路从阿贡当日市区东部经过，此外还有摩泽尔省省道D47线、D55线、D112f线和D953线在阿贡当日境内交汇。大东部大区公共交通（商业名称为“Fluo”）下属的摩泽尔省城际客运74线、75线和77线经停阿贡当日，可通往梅斯、迈济耶尔莱梅斯、瓦皮、龙巴等地。
2021年，77.2%的阿贡当日家庭拥有至少一辆私人汽车。2023年，阿贡当日境内共发生各类交通事故6起，造成6人受伤，其中3人重伤。
| 37 | 1.5 |

| 梅斯 | 17 |

| 蒂永维尔 | 14 |

| 迈济耶尔莱梅斯 | 5.5 |

### 铁路

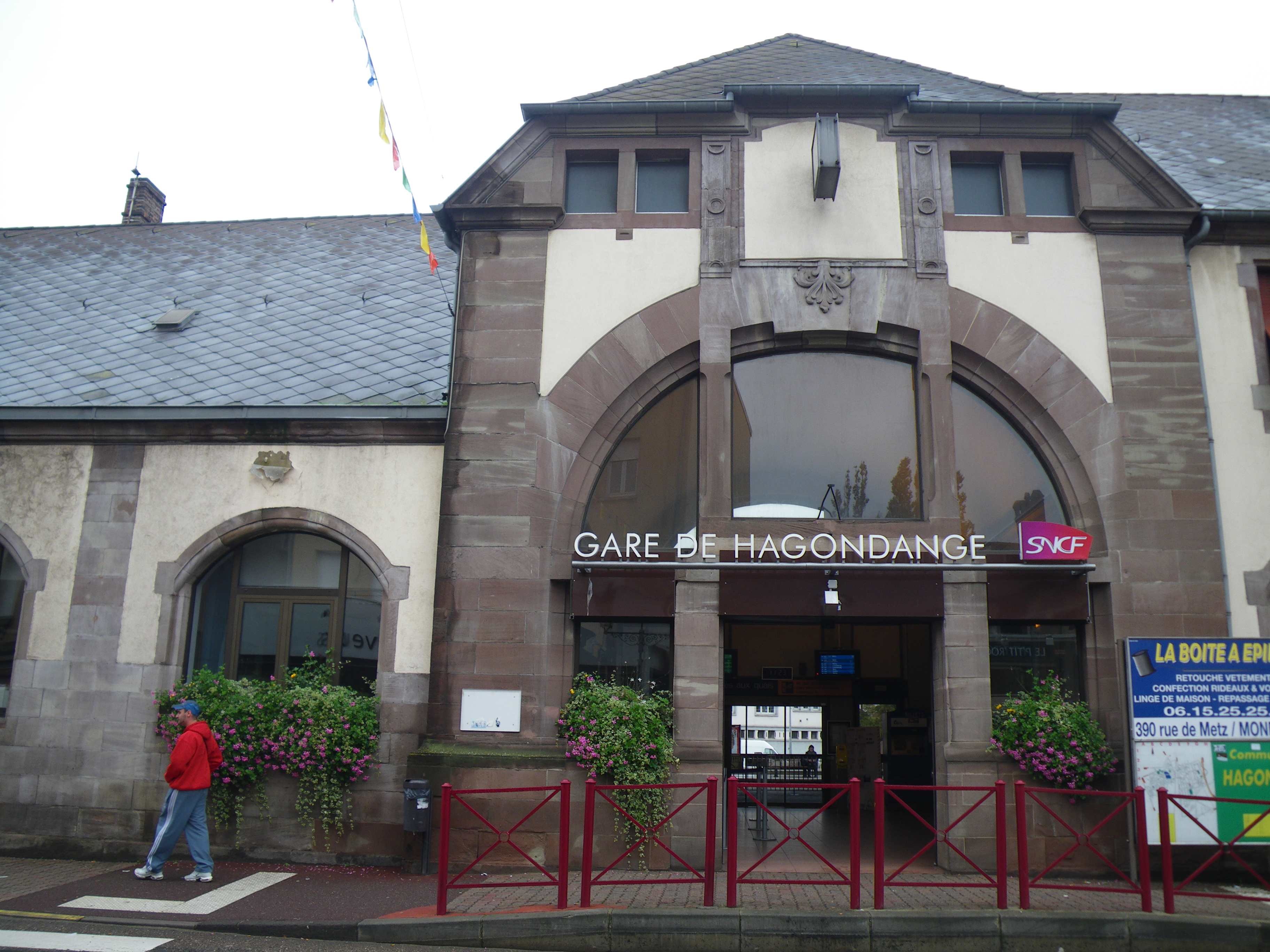
阿贡当日火车站

阿贡当日位于梅斯—祖夫根铁路和圣伊莱尔欧唐普勒—阿贡当日铁路的交汇处。阿贡当日站位于阿贡当日市区中北部，该站停靠往返于梅斯和卢森堡一线的区域列车，部分班次可通往南锡及凡尔登。

### 航空
阿贡当日距离梅斯-南锡-洛林机场的高速公路里程大约51公里；距离卢森堡机场的高速公路里程则大约55公里。

### 城市公共交通
截至2025年1月，阿贡当日暂无城市公共交通系统。
1912至1964年间，阿贡当日钢铁厂曾有内部通勤有轨矿车运行。

## 政治

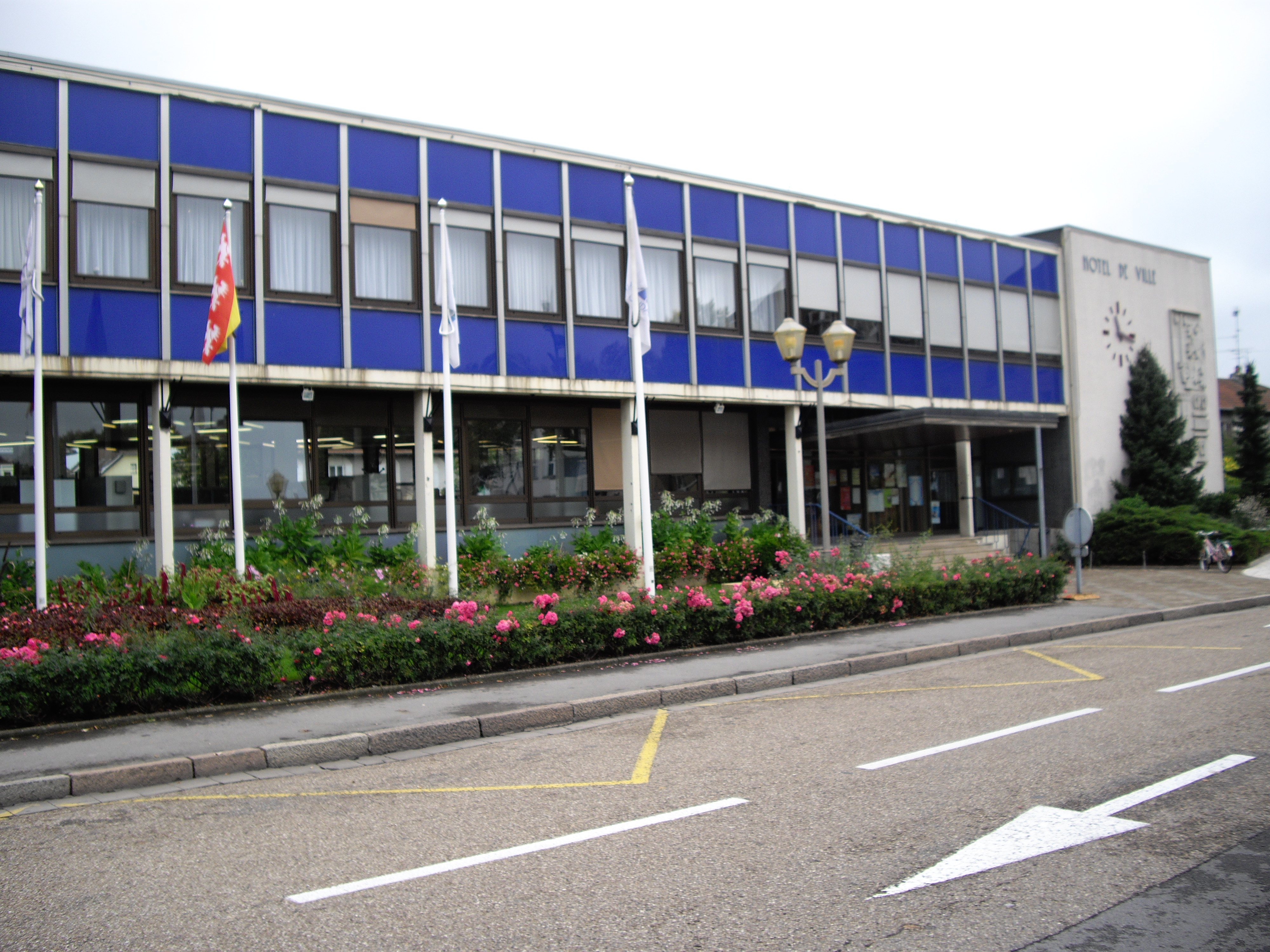
阿贡当日市政厅

阿贡当日的现任市长为瓦莱丽·罗米伊女士（Valérie ROMILLY），她是一名右翼无党派人士，在2020年的市政选举中获得了70.44%的支持率。
在2022年的法国总统大选的第二轮选举中，法国第25任总统埃马纽埃尔·马克龙在阿贡当日获得了51.53%的支持率。

## 人口
2022年，阿贡当日市镇人口数量为9,300，在法国排名第1,126位。其中男性4,481人，女性4,840人，75岁及以上人口占9.1%，外籍人口数量为522人，人口密度为1,691人/平方公里，当地居民被称为（男性）或（女性）。2015至2021年间，阿贡当日的人口增长率为0.1%。2022年，阿贡当日境内出生84人，死亡人口118人。
| 阿贡当日1900年－2022年人口变化情况 |
|                                    |
| 数据来源：Cassini、INSEE           |

## 经济
阿贡当日是一个区域性的中心城市。INSEE于2020年将阿贡当日划入阿姆内维尔就业区（Zone d'emploi d'Amnéville），并又于2022年将其划入阿贡当日生活区（Bassin de vie de Hagondange）。截至2022年底，阿贡当日市镇范围内共有活跃企业307家，其中69.7%的员工总数在9人及以下；按照产业分类，当地一、二、三产业占比分别为0.0%、16.9%和83.0%。（冶金）、（财务管理）及（冶金）是当地2022年已公布营业额最高的三个企业，分别为33,275,697欧元、20,332,625欧元和18,684,961欧元。

## 财政与居民收入
2023年，阿贡当日的财政收入总额为14,191,340欧元，财政支出总额为13,234,940欧元，当年的债务总额为561,380欧元。2023年，阿贡当日市镇通过增值税获得1,374,230欧元的收入，此外当地还共获得了154,890欧元的国家直接财政补助。
| 阿贡当日居民收入情况                             | 阿贡当日居民收入情况 | 阿贡当日居民收入情况 | 阿贡当日居民收入情况 |
| 内容                                             | 阿贡当日             | 摩泽尔省             | 法國                 |
| ------------------------------------------------ | -------------------- | -------------------- | -------------------- |
| 居民平均时薪                                     | 14.3欧元（2022年）   | 15.1欧元（2022年）   | 17欧元（2022年）     |
| 高级职员人均时薪                                 | 23.6欧元（2022年）   | 25.9欧元（2022年）   | 29.1欧元（2022年）   |
| 中级职员人均时薪                                 | 16.0欧元（2022年）   | 16.5欧元（2022年）   | 16.6欧元（2022年）   |
| 普通职员人均时薪                                 | 11.8欧元（2022年）   | 11.6欧元（2022年）   | 12.1欧元（2022年）   |
| 工人人均时薪                                     | 12.9欧元（2022年）   | 12.7欧元（2022年）   | 12.5欧元（2022年）   |
| 贫困率                                           | 17%（2021年）        | 15.9%（2021年）      | 14.5%（2021年）      |
| 青壮年（15至64岁）失业率                         | 12.2%（2021年）      | 11.6%（2021年）      | 10.4%（2021年）      |
| 家庭总数                                         | 4,214（2022年）      | 607（2022年）        | 1,160（2022年）      |
| 征税家庭数量占比                                 | 35.7%（2023年）      | 46.2%（2022年）      | 44.8%（2022年）      |
| 家庭年均纳税                                     | 2,504欧元（2023年）  | 2,787欧元（2022年）  | 4,481欧元（2022年）  |
| 资料来源：INSEE、L'Internaute、Le Journal du Net |                      |                      |                      |

## 社会事务

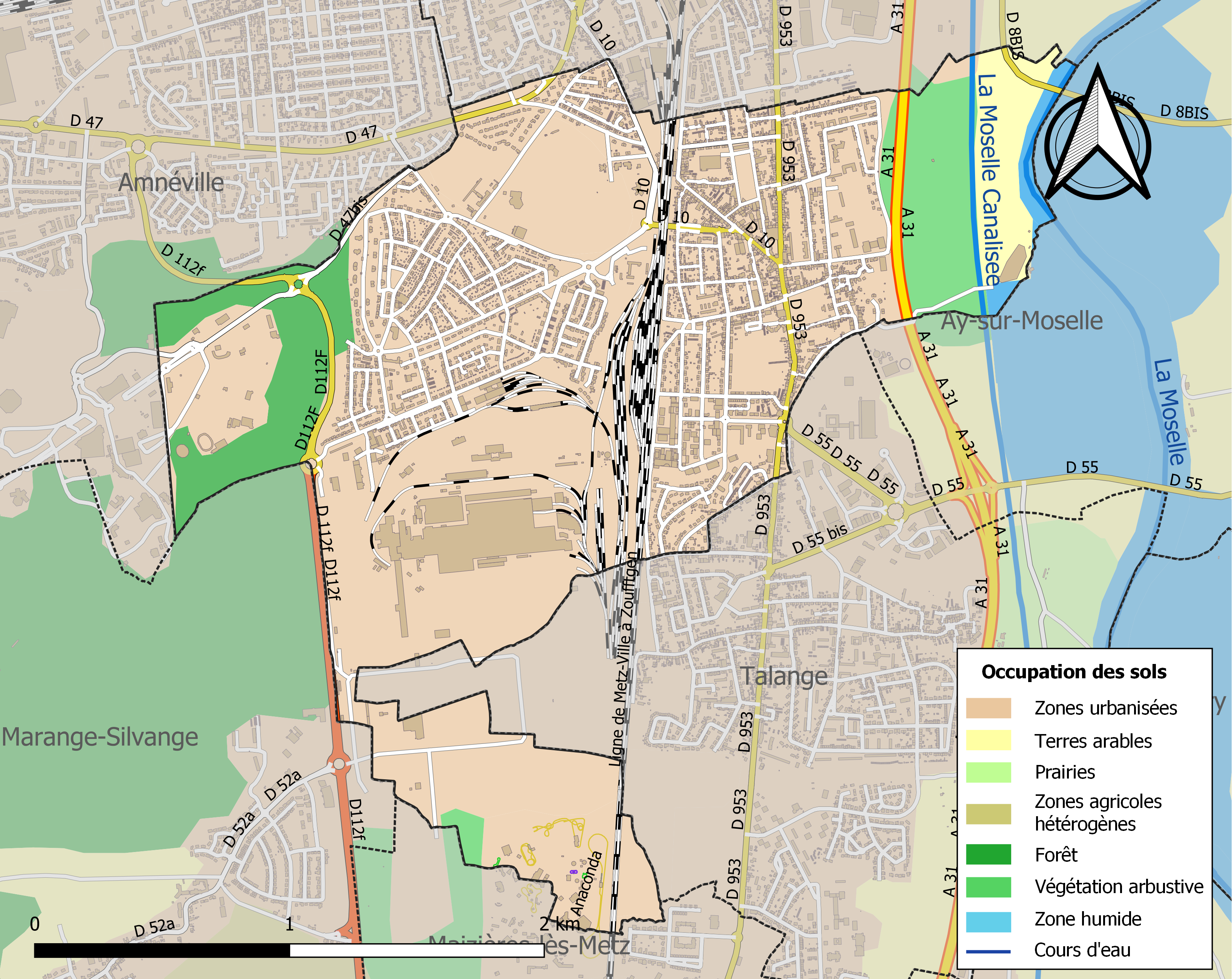
阿贡当日土地利用情况地图

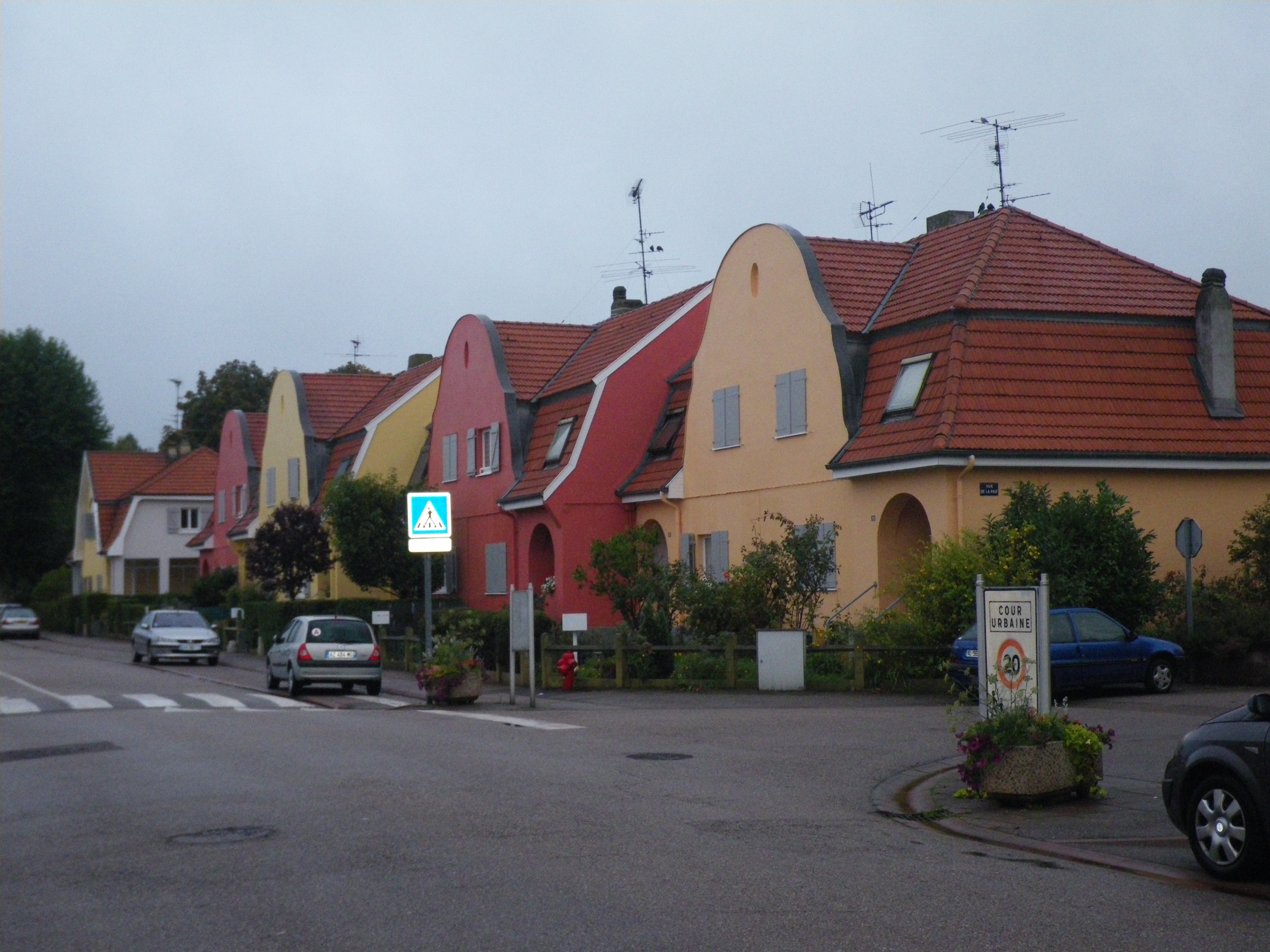
佛煦元帅街附近的居民区

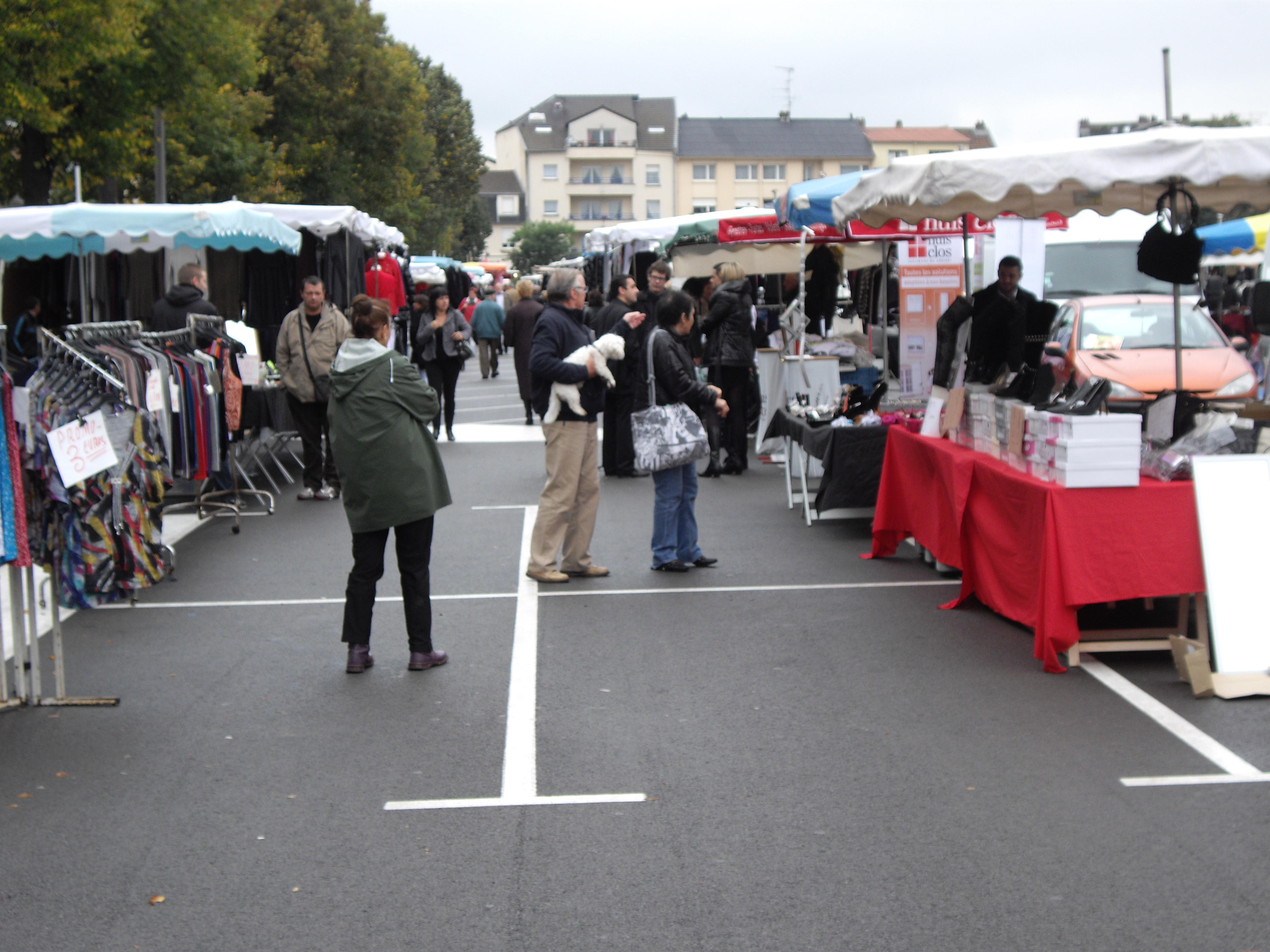
阿贡当日集市

### 教育
阿贡当日属于南锡-梅斯学区。截至2023年1月1日，阿贡当日境内共有3所幼儿园、3所小学、1所初级中学和1所普通高中。2022至2023学年度，阿贡当日境内共有在校中等教育阶段学生567名。

### 医疗
截至2023年1月1日，阿贡当日境内共有全科医生10名、保健师11名、牙医7名、护士17名、耳科医生2名、助产士1名、药房2家、养老院2家。
距离阿贡当日最近的区域性医疗机构为梅斯-蒂永维尔大区中心医院，其主病区梅尔西医院（Hôpital de Mercy）位于梅斯东南部，距离阿贡当日市区的正常车程大约26分钟，该院设有床位780个，是摩泽尔省规模最大的公立综合性医院。

### 住房
2021年，阿贡当日境内共有各类住房4,749套，其中40.3%为独立式住宅，59.0%为集中式住宅。常住房屋占阿贡当日市镇范围内居民建筑总量的91.9%。 2023年，阿贡当日的居住税率为8.28%，不动产税率为33.32%（其中空置土地的不动产税率为50.42%）。
在住房保障政策方面，2023年，阿贡当日境内共有1,620户家庭获得了家庭津贴补助，受益人数占总人口数量的17.4%，其中750份为房租补助。

### 商业
2021年，阿贡当日境内共有各类实体商铺222家，其中餐厅32家、大型超市2家、杂货店4家、面包房11家、肉铺1家、书店1家、装饰品店0家、银行门店8家、美容美发店21家、汽车维修店10家。阿贡当日镇中心建有一家家乐福便民超市，市区西部则建有一家Lidl超市。

### 体育
2023年，阿贡当日境内共有4间体育馆、3座综合体育场、2处网球场、4处足球或橄榄球场以及2处篮球或排球场。
截至2025年1月，阿贡当日足球俱乐部（Football Club d'Hagondange，编号500169）是阿贡当日境内唯一的一家注册足球俱乐部，该俱乐部成立于1920年，其主队2024至2025赛季参加大东部大区足球联赛甲组（法国第六级别），其主场为西岱球场（Stade de la Cité）。

### 环境
阿贡当日的环境事务由其所属的摩泽尔河岸市镇公共社区联合各级政府协调负责。2021年，阿贡当日境内共有2家污染企业。

### 治安
2021年，阿贡当日市镇范围内共有1处派出所。
2023年，阿贡当日市镇范围内累计记录各类案件377起，其中盗窃类案件158起，人身侵犯类案件102起，毒品交易类案件36起。

## 文化

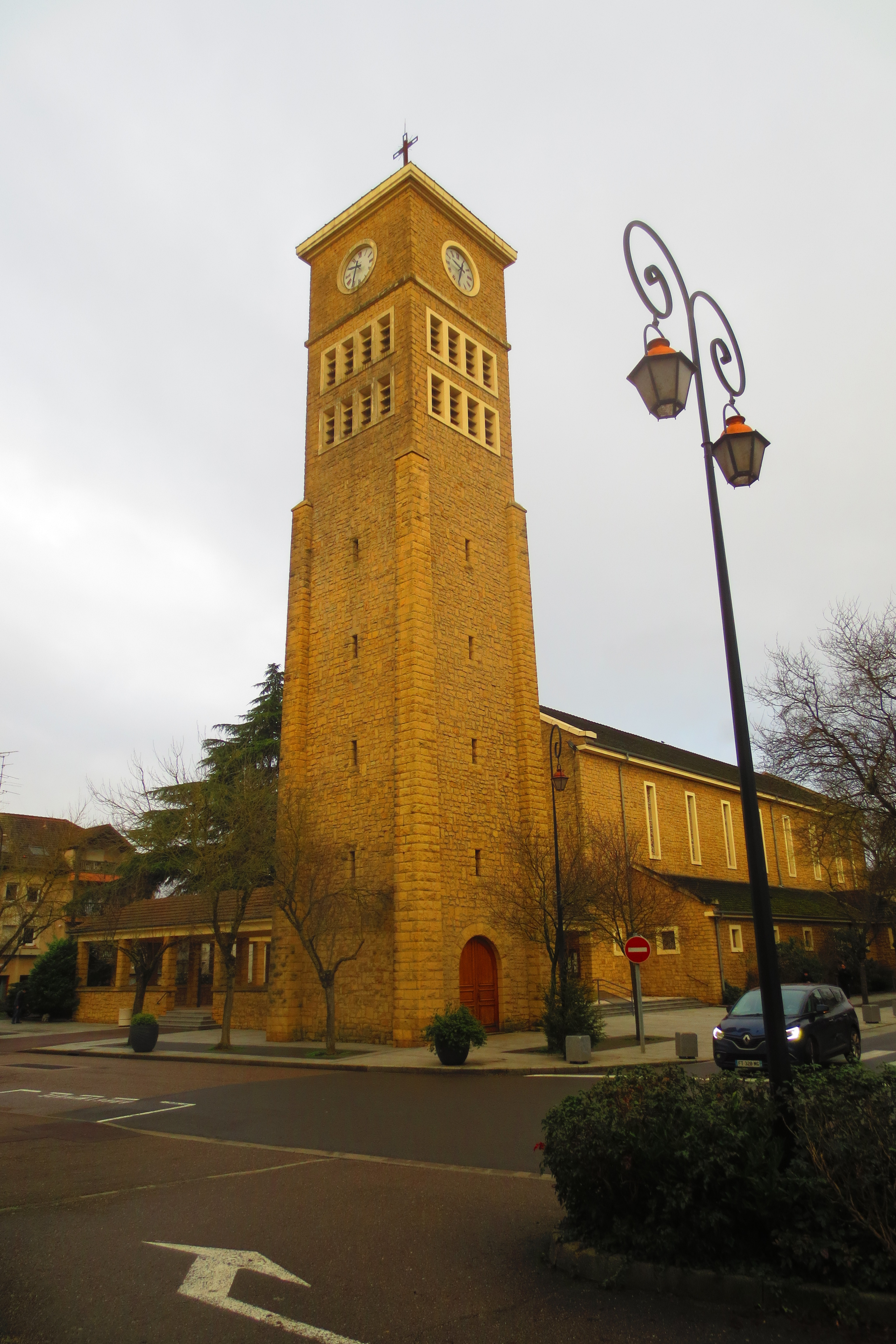
圣母无玷之心教堂

2021年，阿贡当日境内暂无任何文化设施。阿贡当日境内建有市政图书馆（Bibliothèque municipale），每周二至六向公众开放。

### 建筑
截至2025年1月，阿贡当日境内暂无法国国家文物保护单位。圣母无玷之心教堂（Église du Coeur Immaculé de Marie d'Hagondange）及钢铁厂旧址等是当地的地标性建筑物。

### 旅游
阿贡当日的旅游事务由其所属的摩泽尔河岸市镇公共社区联合各级政府协调负责。2024年，阿贡当日境内共有2家酒店共计83间房间。

### 媒体
法国主要的媒体均可在阿贡当日接收，法国电视三台下属的大东部大区频道在部分时段播出阿贡当日所在摩泽尔省的地方新闻。《洛林共和人报》、洛林阵营广播、摩泽尔电视台、Ici洛林等是当地主要的地方性媒体。

## 友好城市
截至2025年1月，阿贡当日暂未建立任何友好城市关系。